# 부나강 (네레트바강)

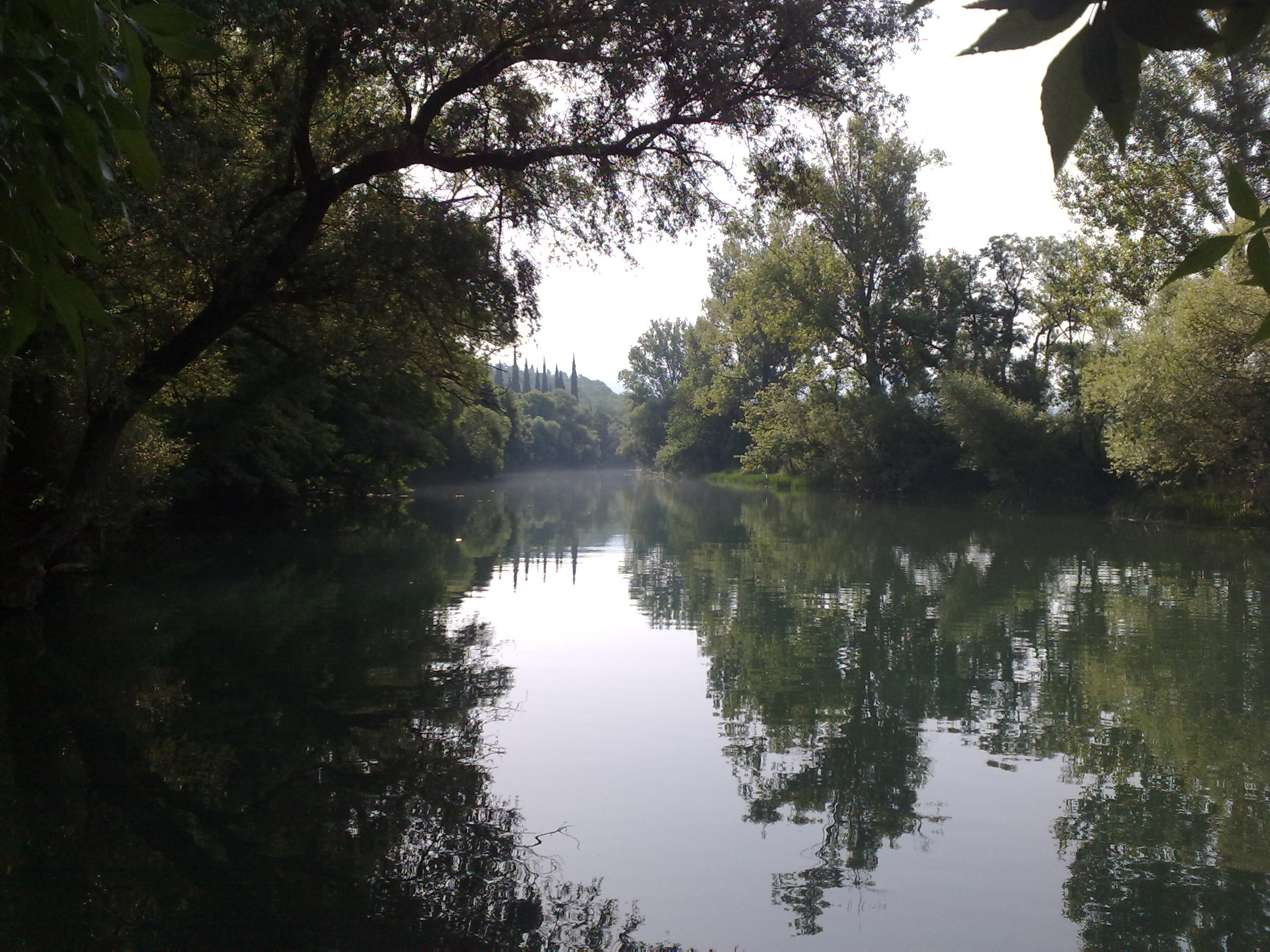
부나강

부나강(Буна)은 보스니아 헤르체고비나의 짧은 강으로, 네레트바강의 좌안 지류다.